# MIKUNOYOASOBI
『MIKUNOYOASOBI』（みくのよあそび）は、2021年1月6日にソニー・ミュージックエンタテインメントから発売された、Ayaseの2作目のアルバム。

## 概要
自主制作でリリースされたEP『幽霊東京』以来約2年ぶりのリリースである。
今作はAyase自身もメンバーとして所属する音楽ユニットYOASOBIの楽曲の初音ミクによるカバー音源が収録されている。YOASOBIの楽曲の仮歌をボーカロイドの初音ミクで制作するという制作過程がメディアに取り上げられたことで、各楽曲の仮歌バージョンのリリースの要望が多く挙がったことがきっかけとなり同ユニットの初のアルバム『THE BOOK』発売日にタワーレコード限定でサプライズリリースされることとなった。
2023年9月21日に「夜に駆ける」のストリーミング10億回再生を記念してアルバムが配信リリースされた。

## 収録内容
| 全作詞・作曲・編曲: Ayase。 |                                      |       |            |      |
| #                           | タイトル                             | 作詞  | 作曲・編曲 | 時間 |
| 1.                          | 「夜に駆ける（初音ミクVer.）」       | Ayase | Ayase      | 4:20 |
| 2.                          | 「あの夢をなぞって（初音ミクVer.）」 | Ayase | Ayase      | 4:00 |
| 3.                          | 「ハルジオン（初音ミクVer.）」       | Ayase | Ayase      | 3:17 |
| 4.                          | 「たぶん（初音ミクVer.）」           | Ayase | Ayase      | 4:17 |
| 5.                          | 「群青（初音ミクVer.）」             | Ayase | Ayase      | 4:05 |
| 6.                          | 「ハルカ（初音ミクVer.）」           | Ayase | Ayase      | 4:02 |
| 7.                          | 「アンコール（初音ミクVer.）」       | Ayase | Ayase      | 4:31 |
| 合計時間:                   | 合計時間:                            | 28:32 |            |      |